# استفان هاین
استفان هاین (انگلیسی: Stephan Hain؛ زادهٔ ۲۷ سپتامبر ۱۹۸۸) بازیکن فوتبال اهل آلمان است.
از باشگاه‌هایی که در آن بازی کرده‌است می‌توان به باشگاه فوتبال آگسبورگ و باشگاه فوتبال مونیخ ۱۸۶۰ اشاره کرد.